# Benito Rodrigo González
Benito Rodrigo González (Madrid, 18 de junio de 1938 - Zaragoza, octubre de 2008) fue un obrero metalúrgico, político y sindicalista socialista español, diputado al Congreso durante la Legislatura Constituyente.

## Biografía
Emigró con treinta años a trabajar a Francia, donde tomó contacto y se afilió al Partido Socialista Obrero Español (PSOE) y la Unión General de Trabajadores (UGT). Fue delegado en el XII y XIII congreso del PSOE en el exilio —correspondientes al XXV Congreso celebrado en Tolousse y el XXVI Congreso, o Congreso de Suresnes que elige a Felipe González como secretario general—. A su regreso a España una vez fallecido Franco, se estableció en barrio del Arrabal de Zaragoza y mantuvo su afiliación política y sindical en la agrupación de la capital aragonesa. Durante los años 1970 fue miembro de la ejecutiva socialista y de la dirección provincial de UGT. En las primeras elecciones democráticas de 1977 se presentó en la candidatura del PSOE por la circunscripción electoral de Zaragoza, resultando elegido diputado al Congreso (1977-1979), donde fue miembro de la Comisión de Industria y Energía y la de Transportes y Comunicaciones. En 1987 fue elegido concejal del Ayuntamiento de Zaragoza, responsabilidad que renovó en las elecciones de 1991. Como concejal, ocupó distintas delegaciones en los ocho años que permaneció en el ayuntamiento (Mercados y Consumo, Limpieza Pública, Transportes y Participación Ciudadana). Está enterrado en el Panteón de los Ilustres del cementerio de Torrero.